# Scordatura
A scordatura (olasz kifejezés, magyarul "elhangolást” jelent) a vonós hangszerek és a lant kezelésénél a húrok a szokásostól eltérő hangolását jelenti. Scordaturát főként szólóhangszer számára írnak elő a szerzők, leginkább olyan összhanghatások elérésére, amelyek az adott hangszer normál hangolása mellett kihozhatatlanok volnának. Ilyenkor a zeneszerző, könnyítésül a kottaképben nem a valóságban megszólaltatandó hangmagasságokat írja le, hanem a kottákat a ”fogás” értelmében használja, mint a lanttabulatúra jeleit. Ezáltal persze sajátságos kottakép keletkezik.

## Története
A scordatura alkalmazása az olasz és francia 16. századi lantjátékosoktól terjedt el, akik a mélyebb húrokat, gyakran a két alsó húrt elhangolták, a technikát "bordone descordato”, ill. "basso descordato“ vagy "avalé“, ("avallé“) illetve "ravalé“, ("ravallé“) néven nevezték. A  viola da gamba olasz reneszánsz mestere, Silvestro Ganassi szerint a reneszánsz zenében már violán is használtak a 16. században scordaturát, főleg egyik-másik basszushúr mélyítésére. Legelterjedtebb a 17. század vége felé volt, amikor többek között a virtuóz hegedűs-zeneszerző Heinrich Ignaz Franz Biber alaposan kihasználta ezt kamarazenei műveiben. Elég gyakori a viola d’amore scordaturája is főleg a 18. században, valamint hegedűversenyekben is előfordul a szólóhangszer scordaturája. Tartini egyik versenyművében a G-húrt A-ra hangolja, Niccolò Paganini pedig Esz-dúr hegedűversenyében alkalmazza, bár szólóhangszerek scordaturája már nem igen volt divatos a 19. században. Együttesben részt vevő hangszerek számára a romantikusok főként rendkívüli színhatás elérésére írtak elő scordaturát, egyik, inkább a groteszkre példa Gustav Mahler 4. szimfóniája scherzo tételének hegedűszólója.

## Zenei példák

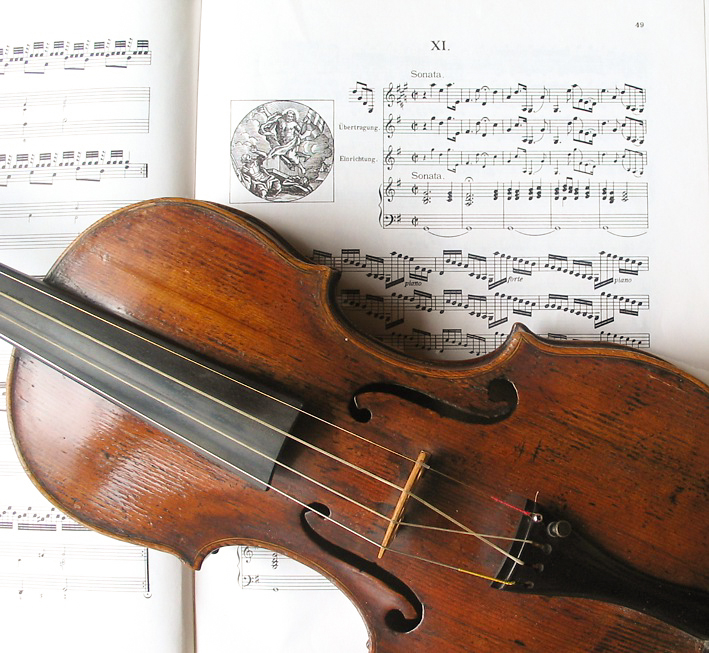
Biber A Mysterien sonaten kötetében a 11. szonátában a scordatura mellett a két középső húr keresztbe húzását is előírja

### Hegedű
- A scordatura alkalmazására az egyik legérdekesebb példa a hegedűvirtuóz, Heinrich Ignaz Franz Biber 15 hegedűszonátát és utolsó darabként egy szóló passacagliat tartalmazó Mysterien sonaten vagy más néven Rosenkranz sonaten kötete. A kötet már önmagában is érdekes, mivel a dedikált példányában az egyes tételek elején bibliai képek szerepelnek.[4]   Az első szonáta és az utolsó mű, a Passacaglia normál hangolással, azaz G-D-A-E hangolás mentén játszandó, míg a többi szonáta mindegyikében eltérő  scordaturát ír elő a szerző, a 11. szonáta pedig még kivételesebb, itt még a két középső húrt a láb és a fogólap között keresztbe is kell húzni. Az alábbi kottakép mutatja a kötet darabjaiban az elvárt módosított hangolást.

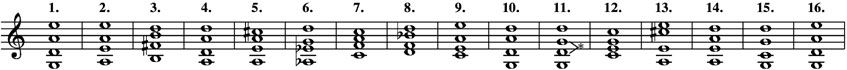
Heinrich Ignaz Franz Biber: A Rosenkranz sonaten darabjaiban a hegedű hangolása

- Antonio Vivaldi A-dúr hegedűversenyében (op.9, no. 6) a hegedű G-húrját A-ra kell hangolni, így az arpeggio részek zengőbben szólalnak meg.
- Georg Philipp Telemann A-dúr kettősverseny  két hegedűre (TWV 43:7).
- Joseph Haydn C-dúr szimfóniájában (no. 60., "Il Distratto", "A szórakozott") a prím és a secund hegedűknek a szokatlan, hat tételes szimfónia fináléjában az alsó G húrt F-re kell hangolniuk.
- Niccolò Paganini Esz-dúr hegedűversenyében (no. 1) a szóló hegedű fél hanggal feljebb hangolandó, így a zenekarhoz képest a szólista hangszere fényesebben szól.
- Camille Saint-Saëns A Haláltáncban (Danse Macabre) a szólóhegedű E húrját Esz-re kell hangolni, a darab kezdő motívumának, az A - Esz tritónusz üres húron, élesebb hangzással való megszólaltatása miatt.
- Gustav Mahler 4. szimfóniája scherzo tételének hegedűszólójában a scordaturát valószínűleg a kevésbé lágy hangzás érdekében, a groteszk kifejezésére használja.
- Vecsey Ferenc 1921-ben keletkezett Nuit du Nord című darabjában a G húrt fél hanggal lejjebb, Fisz-re kell hangolni.
- Igor Stravinsky A Tűzmadár balettjében a teljes első hegedűszólamban az E húr áthangolását kéri, a bevezetőben megszólaló d-ről induló glissando miatt.
- Bartók Béla hegedűre, klarinétra és zongorára komponált Kontrasztokban a záró tételben a hegedű Gisz – D –A –Esz hangolását kéri, a népi, dudaszerű hangzás eltorzított, tritónuszos megszólaltatására.
- Richard Strauss A Hősi élet című szimfonikus költeményében valamint az Elektrában is egyes részekben a hegedűk áthangolását írja elő (G helyett Gesz vagy Fisz).

### Viola d'amore
- Antonio Vivaldi operáiban komponált viola d'amore szólókban él a scordatura lehetőségével, valamint a Győzedelmes Judit című oratóriumában is.

### Viola
- Mozart Esz-dúr Sinfonia concertanteban a szóló brácsa fél hanggal mélyebben hangolandó, célja a szóló hangszer fényesebb és erősebb hangzása.
- Richard Strauss Don Quixoteban a brácsaszólóban a C húr H-ra hangolandó.

Más brácsára írt versenyművekben is élnek zeneszerzők a scordatura lehetőségével, mint Carl Stamitz, Johann Baptist Wanhal, Johann Andreas Amon, Jiří Družecký, Johannes Matthias Sperger és Johann Georg Hermann Voigt is.

### Cselló
- Johann Sebastian Bach 5., c-moll csellószvitjében (BWV 1011) az A húr G-re hangolandó, így a nehéz akkordok könnyebben lejátszhatók.
- Robert Schumann Esz-dúr zongorás kvartettjében (op. 47) a harmadik tétel utolsó 42 ütemében a csellistának a C húrt B-re kell hangolnia.
- Ottorino Respighi Róma fenyői című szimfonikus költeményében a C húr H-ra hangolandó.
- Kodály Zoltán Cselló szólószonátájában (h-moll) scordaturával sikerült a hangszer lehetőségeit bővíteni (H – Fisz – D – A).

### Nagybőgő
A nagybőgőn előfordul, hogy a zeneszerzők az alsó E húrnál alacsonyabb hangot kérnek, ezt már a hangszerhez tartozó mechanikus eszközzel is el lehet érni, de előfordul, hogy a zeneszerző a húrok áthangolását írja elő. 
- Brahms Német requiemben a nagybőgőn megszólaló hosszú orgonapont miatt az E húrt D-re kell hangolni.
- Ravel a Lúdanyó meséiben scordaturát ír elő, itt az E húr Esz-re hangolandó.